# Partner Pferd

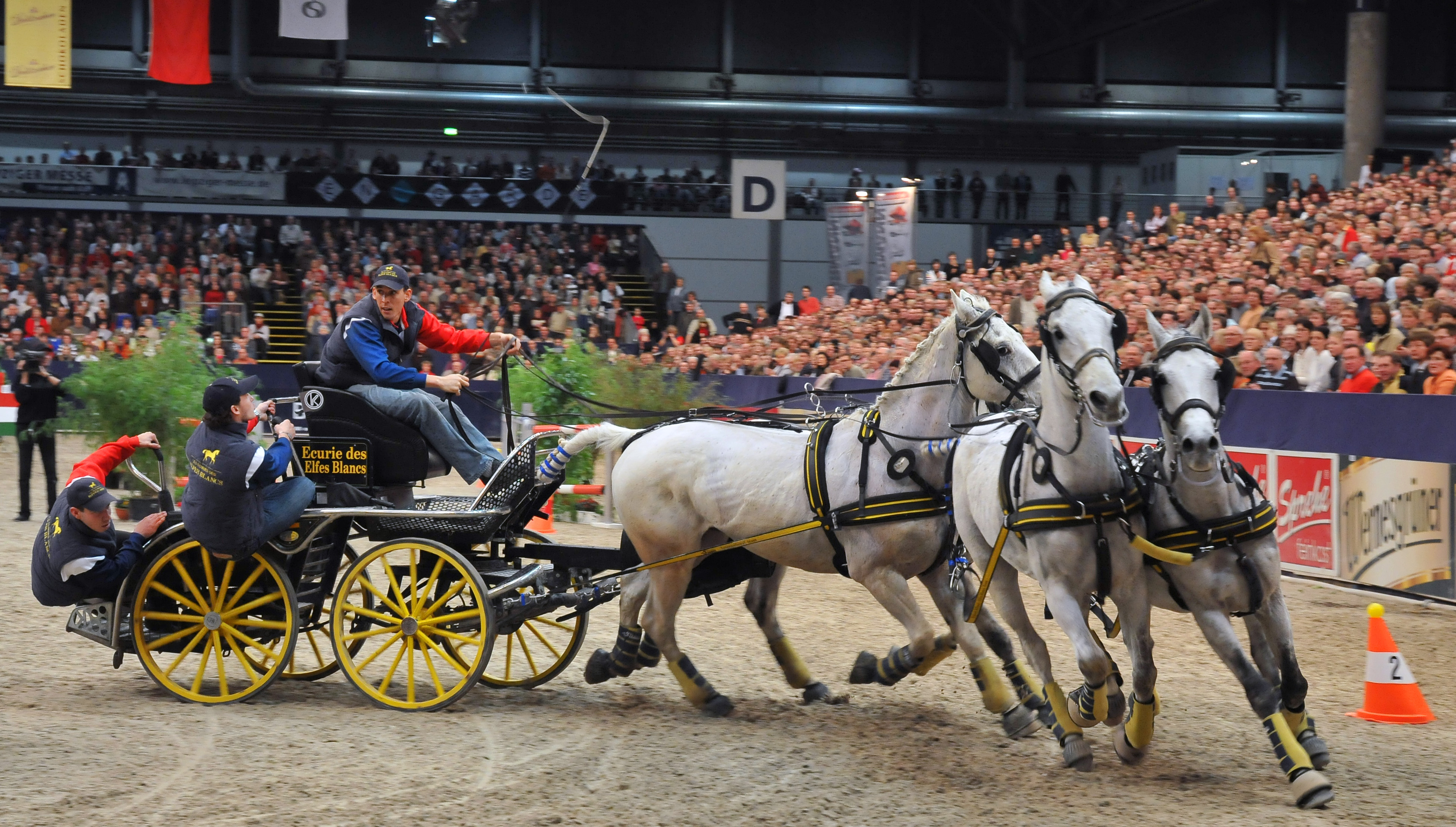
Vierspänner bei Weltcupfinale 2008 im Rahmen der „Partner Pferd“

Die Partner Pferd ist eine seit 1998 jährlich in Leipzig stattfindende internationale Pferdesport-Veranstaltung mit angeschlossener Reitsportmesse. Es ist das wichtigste Reitsportturnier der neuen Bundesländer.
Veranstalter sind der Landesverband Pferdesport Sachsen e. V. und die EN GARDE Marketing GmbH.

## Geschichte
Nachdem zuvor Versuche, auf dem agra-Messegelände eine Reitsportveranstaltung zu etablieren, gescheitert waren, führte die EN GARDE Marketing erstmals 1998 ein nationales Turnier auf dem Leipziger Messegelände durch. Die Planung hierfür erfolgte zunächst zusammen mit der Leipziger Messe, diese zog sich in diesem Jahr jedoch zurück. Nach erfolgreicher Durchführung im ersten Jahr mit 13.000 Zuschauern beteiligte sich die Messe erneut an den Planungen, was bis heute so geblieben ist.
Bereits ein den ersten Jahren kam reiterseitig der Wunsch auf, Leipzig als Turnier aufzuwerten. Dies geschah mit der erfolgreichen Bewerbung um die Austragung des Weltcupfinales 2002 der Springreiter. Nach erfolgreicher Durchführung dieser Veranstaltung blieben die Springprüfungen international, Leipzig wurde alljährlicher Austragungsort einer Weltcupprüfung der Springreiter.
Das Turnier bestand in dieser Zeit aus internationalen und nationalen Springprüfungen. Beginnend mit dem Jahr 2001 bis 2007 waren auch Reiningwettbewerbe (unter dem Namen L.E. Grand Open) Teil des Turniers. Die L.E. Grand Open waren von 2005 bis 2007 international ausgeschrieben.
Seit dem Jahr 2003 ist Leipzig Austragungsort einer weiteren Weltcupprüfung, der FEI-Weltcup Vierspännerfahren macht dabei Station bei der Partner Pferd. Nachdem 2006 Dressur im Rahmen eines Showprogramms stattfand, wurden ab 2007 nationale Dressurprüfungen bei der Partner Pferd ausgetragen.
Anstelle der Reining-Wettbewerbe wurden ab 2008 erstmals Wettbewerbe im Voltigieren ausgetragen. Diese werden seit 2009 international ausgeschrieben. Ebenfalls seit 2009 sind die großen Dressurprüfungen international ausgeschrieben.
Nachdem im Jahr 2008 erneut ein Weltcupfinale, diesmal der Vierspännerfahrer, ausgetragen wurde, richteten sich alle Planungen auf das Jahr 2011. In diesem Jahr wurde das Turnier vom Januar in den April verschoben und trug vier Weltcupfinals zeitgleich aus.
Seit dem Jahr 2012 wird das Turnier ohne Dressurprüfungen ausgetragen. Neu hinzu kam der erstmals in Leipzig ausgetragene, von Hans Günter Winkler in Memoriam Debby Winkler veranstaltete „Goldene Sattel“, eine Stilspringprüfung für vier ausgewählte Reiter bis zum Alter von 21 Jahren. 2021 fiel das Turnier während der COVID-19-Pandemie aus, im April 2022 richtete Leipzig erneut das Weltcupfinale in mehreren Pferdesportdisziplinen aus.

## Turnier und Messe
Austragungsort der Partner Pferd sind die Hallen 1 und 3 der Leipziger Messe. Neben den vorgenannten Internationalen Wettbewerben finden auch regionale Wettbewerbe und Finals regionaler Turnierserien statt. Das Turnier findet im Regelfall im Januar eines jeden Jahres statt.
Das Messeprogramm umfasst Abendshows, in die neben Showprogrammen auch Prüfungen des Turniers eingebettet sind. Zudem findet sich ein Aktionsring, Sonderschauen und viele Messestände auf dem Gelände.

## Das Programm

### Springreiten
Das Turnier der Springreiter, seit 2002 international, wird seit 2009 als CSI 5*-W ausgetragen. Höhepunkt ist der regulär am Sonntagnachmittag stattfindende Große Preis von Leipzig, die Weltcup-Wertungsprüfung der Springreiter. Sponsor dieser Prüfung ist die Stadt- und Kreissparkasse Leipzig. Die Prüfung ist als Springprüfung mit Stechen über 1,60 Meter ausgeschrieben und war 2018 mit 160.000 € dotiert.
Sieger im Großen Preis (ab 2005):
| - 2005 (CSI 4*-W): Nick Skelton mit Arko III - 2006 (CSI 4*-W): Thomas Frühmann mit The Sixth Sense - 2007 (CSI 4*-W): Christian Ahlmann mit Cöster - 2008 (CSI 4*-W): Jessica Kürten mit Libertina - 2009 (CSI 5*-W): Jessica Kürten mit Libertina - 2010 (CSI 5*-W): Jessica Kürten mit Libertina - 2011 (CSI 3*): Denis Lynch mit All Inclusive NRW - 2012 (CSI 5*-W): Christian Ahlmann mit Taloubet Z - 2013 (CSI 5*-W): Christian Ahlmann mit Taloubet Z - 2014 (CSI 5*-W): Patrice Delaveau mit Lacrimoso |  |  | - 2015 (CSI 5*-W): Hans-Dieter Dreher mit Embassy II - 2016 (CSI 5*-W): Niklas Krieg mit Carella - 2017 (CSI 5*-W): Grégory Wathelet mit Coree - 2018 (CSI 5*-W): Christian Ahlmann mit Taloubet Z - 2019 (CSI 5*-W): Christian Ahlmann mit Caribis Z - 2020 (CSI 5*-W): Denis Lynch mit Chopin's Bushi - 2022 (CSI 3*): Jos Verlooy mit Killossery Konfusion - 2023 (CSI 5*-W): Gerrit Nieberg mit Blues D'Aveline CH |

### Vierspännerfahren
Seit 2003 werden Vierspänner-Fahrprüfungen bei der Partner Pferd als Wertungsprüfung des Vierspänner-Weltcups, der wichtigsten Serie im internationalen Fahrsport, ausgetragen. Direkt vor oder nach dem Großen Preis der Springreiter findet die Weltcup-Wertungsprüfung, ein Zeithindernisfahren mit 2 Umläufen statt. Die Prüfung war im Jahr 2018 mit 19.500 € dotiert.
Sieger Weltcupprüfung (ab 2005):
- 2005:  Michael Freund mit seinem Gespann
- 2006:  Michael Freund mit Babalu, Igor, Mary und Freak
- 2007:  IJsbrand Chardon mit Casper, Kevin, Nobel Prize und Thomars H
- 2008: Weltcupfinale
- 2009:  IJsbrand Chardon mit Casper, Angus, Thomars H und Tholita
- 2010:  Daniel Würgler mit Eclair DW, Favory Pastora, Generale Erga und Suleika
- 2011: Weltcupfinale
- 2012:  IJsbrand Chardon mit Illem, Inci, Maestoso Fegyenc und Maestoso Magus
- 2013:  Koos de Ronde mit Celina, Charley, Mario und Night
- 2014:  Daniel Schneiders mit Cabus, Costa, Hermes und Twister
- 2015:  Koos de Ronde mit Kasper, Joep, Celina und Zimba
- 2016:  Boyd Exell mit Bajnok, Conversano Cselentano, Clinton Star und Lucky
- 2017:  Boyd Exell mit Bajnok, Clinton Star, Costa und Demi
- 2018:  Jérôme Voutaz mit Belle du Peupe CH, Eva III CH, Folie des Moulins CH und Leny CH
- 2019:  Boyd Exell mit Bajnok, Conversano Poker, Demi und Rocket
- 2020:  Bram Chardon mit Dreef Inca, Dreef Kapitany, Favory Farao und Favory Capriola Szultan
- 2022: Weltcupfinale
- 2023:  Boyd Exell mit Bajnok, Barny, Mad Max und Maestoso Jupiter

### Dressurreiten
Höhepunkte der Dressurprüfungen, die von 2007 bis 2010 Teil der „Partner Pferd“ waren, war zunächst der Grand Prix Spécial, der am Sonntagmorgen durchgeführt wurde. Im Jahr 2008 ersetzte die Grand Prix Kür den Spécial als Höhepunkt. Von 2009 an wurden beide Prüfungen durchgeführt, die Kür wurde hierbei am Samstagabend ausgetragen. Beide Prüfungen hatten 2010 eine Dotation von jeweils 10.000 €. Ab dem Jahr 2009 waren die Prüfungen international als CDI 4* ausgeschrieben.
Sieger Grand Prix Spécial:
| - 2007: Ludwig Zierer mit Weltino (71,240 %) - 2008: nicht ausgetragen - 2009: Catherine Haddad mit Cadillac (69,958 %) |  |  |  |  | - 2010: Christoph Koschel mit Donnperignon (71,667 %) - 2011: nicht ausgetragen |

Sieger Grand Prix Kür:
| - 2007: nicht ausgetragen - 2008: Isabell Werth mit Apache OLD (79,500 %) - 2009: Isabell Werth mit First Class (74,750 %) |  |  |  |  | - 2010: Marcela Krinke Susmelj mit Corinth (73,700 %) - 2011: Weltcupfinale |

### Voltigieren
Seit 2008 sind auch Wettbewerbe für Einzelvoltigierer Teil der „Partner Pferd“ Leipzig. Die seit 2009 internationalen Wettbewerbe bestehen aus jeweils zwei Prüfungen für Damen und Herren, die in einer Gesamtwertung addiert werden. Die Gesamtwertungen waren im Jahr 2018 mit jeweils 2000 € dotiert. Zur Saison 2013/2014 wurde der Voltigier-Weltcup um eine Wertung im Pas de deux erweitert, dementsprechend kamen 2014 auch bei der Partner Pferd solche Prüfungen hinzu.
Im Winter 2019/2020 wurde der Voltigierweltcup nicht durchgeführt, in Leipzig wurden in Prüfungen stattdessen als CVI-Masterclass ausgeschrieben.
Sieger Damen:
- 2008:  Joanne Eccles mit Worldman, Longenführerin: Ruth Jückstock (8,033 Punkte)
- 2009:  Mary McCormick mit Tjekko, Longenführer: Lasse Christensen (8,367 Punkte)
- 2010:  Ines Jückstock mit Gatsby, Longenführerin: Ruth Jückstock (8,127 Punkte)
- 2011: Weltcupfinale
- 2012:  Lisa Wild mit Record RS vd Wintermühle, Longenführerin: Alexandra Knauf (8,393 Punkte)
- 2013:  Anna Cavallaro mit Harley, Longenführer: Nelson Vidoni (8,796 Punkte)
- 2014:  Anna Cavallaro mit Harley, Longenführer: Nelson Vidoni (8,377 Punkte)
- 2015:  Simone Jäiser mit Luk, Longenführerin: Rita Blieske (9,003 Punkte)
- 2016:  Simone Jäiser mit Luk, Longenführerin: Rita Blieske (8,947 Punkte)
- 2017:  Kristina Boe mit Don de la Mar, Longenführer: Winnie Schlüter (8,469 Punkte)
- 2018:  Nadja Büttiker mit Keep Cool III, Longenführerin: Monika Winkler-Bischofberger (8,263 Punkte)
- 2019:  Janika Derks mit Dark Beluga, Longenführerin: Barbara Rosiny (8,629 Punkte)
- 2020:  Anna Cavallaro mit Monaco Franze, Longenführer: Nelson Vidoni (8,254 Punkte)
- 2022: Weltcupfinale
- 2023:  Alina Roß mit Baron R, Longenführerin: Marion Schulze (8,552 Punkte)

Sieger Herren:
- 2008:  Kai Vorberg mit Record RS von der Wintermühle, Longenführerin: Kirsten Graf (8,520 Punkte)
- 2009:  Daniel Kaiser mit Merkur, Longenführer: Gerhard Kluger (8,373 Punkte)
- 2010:  Daniel Kaiser mit Merkur, Longenführer: Gerhard Kluger (8,503 Punkte)
- 2011: Weltcupfinale
- 2012:  Patric Looser mit Record RS vd Wintermühle, Longenführerin: Alexandra Knauf (9,250 Punkte)
- 2013:  Nicolas Andréani mit Radix SB, Longenführer: Patric Looser (8,666 Punkte)
- 2014:  Lukas Heppler mit Lux, Longenführerin: Rita Blieske (8,323 Punkte)
- 2015:  Thomas Brüsewitz mit Airbus, Longenführerin: Irina Lenkeit (8,686 Punkte)
- 2016:  Jannis Drewell mit Diabolus, Longenführerin: Simone Drewell (8,969 Punkte)
- 2017:  Daniel Kaiser mit Sir Bernhard v.d. Wintermühle, Longenführerin: Nina Vorberg (8,634 Punkte)
- 2018:  Jannik Heiland mit Highländer, Longenführer: Winnie Schlüter (8,815 Punkte)
- 2019:  Jannik Heiland mit Dark Beluga, Longenführerin: Barbara Rosiny (8,815 Punkte)
- 2020:  Jannik Heiland mit Dark Beluga, Longenführerin: Barbara Rosiny (8,326 Punkte)
- 2022: Weltcupfinale
- 2023:  Jannik Heiland mit Highlight, Longenführerin: Alexandra Knauf (8,627 Punkte)

Sieger Pas de deux:
- 2014:  Pia Engelberty und  Torben Jacobs mit Danny Boy, Longenführer: Patric Looser (8,454 Punkte)
- 2015:  Pia Engelberty und  Torben Jacobs mit Danny Boy, Longenführer: Patric Looser (8,856 Punkte)
- 2016:  Pia Engelberty und  Torben Jacobs mit Danny Boy, Longenführer: Patric Looser (8,868 Punkte)
- 2017:  Theresa-Sophie Bresch und  Torben Jacobs mit Picardo, Longenführer: Patric Looser (8,615 Punkte)
- 2018:  Theresa-Sophie Bresch und  Torben Jacobs mit Holiday on Ice E, Longenführer: Alexandra Knauf (8,256 Punkte)
- 2019:  Theresa-Sophie Bresch und  Torben Jacobs mit Danny Boy OLD, Longenführer: Patric Looser (8,473 Punkte)
- 2020: nicht ausgetragen
- 2022: Weltcupfinale
- 2023:  Chiara Congia und  Justin van Gerven mit Highlight, Longenführerin: Alexandra Knauf (8,995 Punkte)